# Crawford County (Illinois)
Crawford County is een county in de Amerikaanse staat Illinois.
De county heeft een landoppervlakte van 1.149 km² en telt 20.452 inwoners (volkstelling 2000). De hoofdplaats is Robinson.

## Bevolkingsontwikkeling

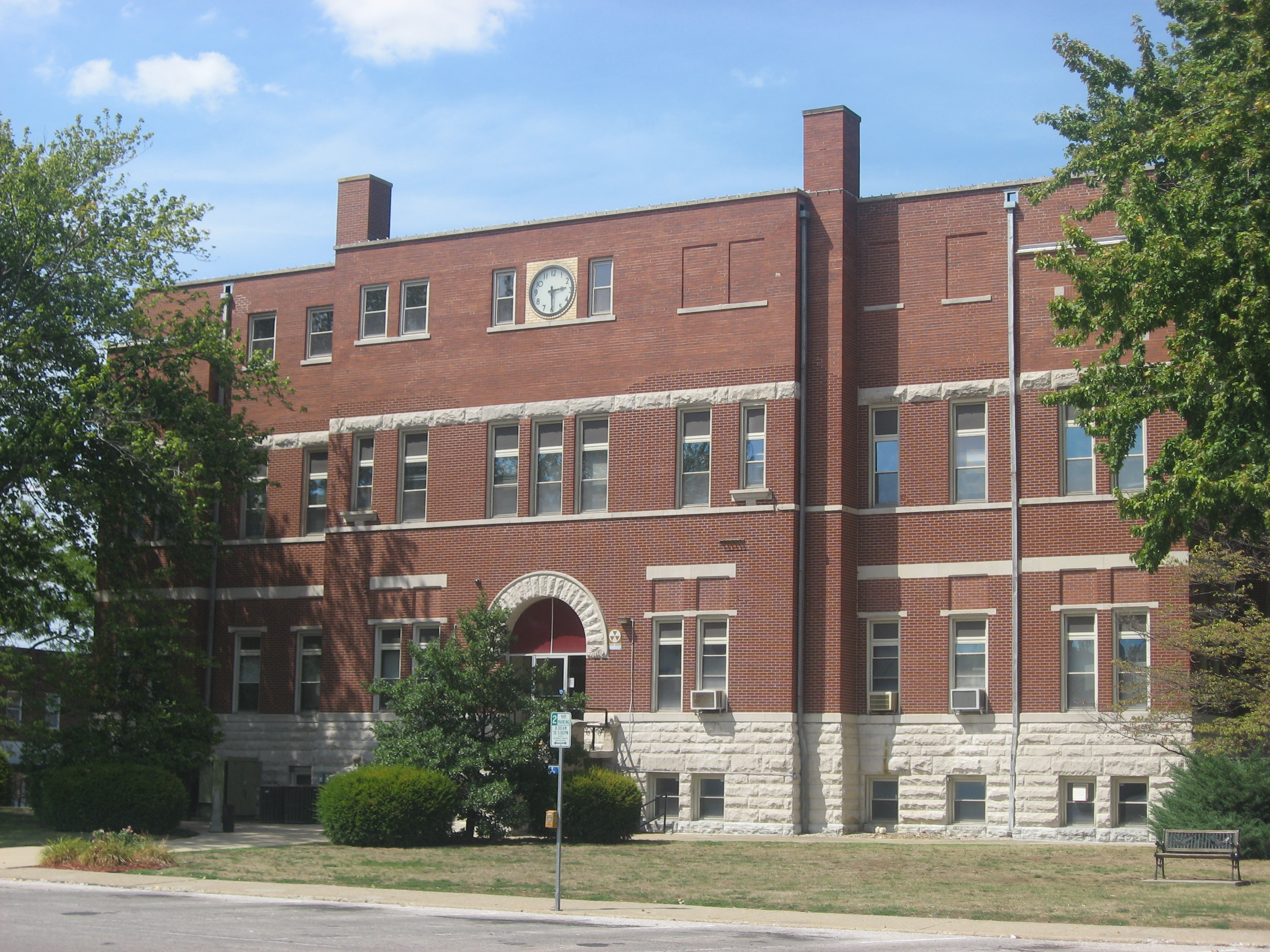
Crawford County Courthouse